# Наука о књижевности
Наука о књижевности је рационално, систематско, разгранато и свестрано проучавање књижевности.

## Историјски развој
Проучавање књижевности веома је стара појава, а трагови се налазе у списима старим и до 3000 година. У почетку се  није јављало издвојено, већ као саставни део филозофских или политичких списа. Тако се оно често јављало и касније (код Платона).
У Аристофановој комедији Жабе разматра се темељно питање о задацима уметности, нарочито трагедије, на анализи Есхилових и Еурипидових дела, па је ово и најстарији пример књижевне критике у старогрчкој књижевности.
Најстарији систематични проучавалац књижевности јесте грчки филозоф Аристотел. Он у свом делу О песничкој уметности даје анализу дотадашњих књижевних дела у старој Грчкој, нарочито драмских, и изводи одређене закључке који и данас важе као трајне књижевнотеоријске поставке. Због тога се Аристотел сматра утемељитељем теорије књижевности.

## Назив
Термин „наука о књижевности” није општеприхваћен. Понекад се уместо термина „наука о књижевности” користе и термини „проучавање књижевности” или „научно проучавање књижевности”.

## Предмет
Предмет проучавања књижевности су и књижевност у целини, као вид уметничког изражавања, и конкретно књижевно дело, као посебан и непоновљив уметнички израз.

## Циљ и задаци
Циљеви и задаци науке о књижевности су многобројни, разноврсни и подложни честим променама. То је последица динамичне природе књижевности као уметности речи и специфичности сваког појединачног дела. Као основни циљеви проучавања књижевности издвајају се њено:
- објашњење (Зашто је неко конкретно књижевно дело, или група сличних дела једног или више књижевника или дела у оквиру једне књижевне епохе, правца или школе, такво какво јесте и у ком контексту је настало?);
- разумевање (На који начин постоји конкретно књижевно дело посматрано изван контекста у којем је настало, шта све значи и који је његов смисао?);
- поимање (Који појмови су битни када говоримо о књижевним делима, појавама и књижевности уопште и како до њих доћи?).

## Области
С обзиром на то шта је њен предмет проучавања и који су јој циљеви и задаци проучавања, наука о књижевности се традиционално дели на три области:
1. теорију књижевности;
2. историју књижевности;
3. књижевну критику.

Историјски развој проучавања књижевности и различите приступе у том проучавању прати, објашњава и тумачи посебна дисциплина која се зове методологија проучавања књижевности.